# Irmingard von Tours
Irmingard, auch Irmgard von Erstein oder Hermengard (* um 805; † 20. März 851 in Erstein) war eine Tochter des Grafen Hugo von Tours aus dem Haus der Etichonen. Sie war Kaiserin und Klosterstifterin und wird in der römisch-katholischen Kirche als Heilige verehrt.

## Leben
Irmingard heiratete Mitte Oktober 821 in Diedenhofen den karolingischen Mitkaiser Lothar I. (795–855). 834 erhielt sie die Abtei San Salvatore in Brescia. Zwei Jahre vor ihrem Tod, im Jahre 849, stiftete sie bei der Pfalz Erstein im Elsass eine Frauenabtei mit dem Patrozinium der Heiligen Maria und Cäcilia, als Geschenk hierzu erhielt sie aus Rom mehrere große Reliquienschätze. Ihre Tochter Rotrud wurde als erste Äbtissin eingesetzt. Nach ihrem Tode wurde Irmingard in der Abteikirche zu Erstein begraben; den Text zu ihrem Epitaph verfasste Hrabanus Maurus OSB.

## Darstellung
Die heilige Irmingard wird im fürstlichen Gewand dargestellt, zu ihren ikonografischen Heiligenattributen zählen die Krone, das Zepter und als Hinweis auf die Klosterstiftung ein Kirchenmodell. Ihr Gedenktag ist der 20. März.

## Nachkommen
Lothar I. und Irmingard hatten acht gemeinsame Kinder:
- Ludwig II. (* wohl 825; † 875) Mitkaiser ⚭ Engelberga († 23. März 890 oder 891), Äbtissin von San Salvatore in Brescia
- Helletrud (Hiltrud) (* wohl 826; † nach 865/866) ⚭ Graf Berengar († vor 865/866)
- Bertha (* wohl 830; † nach 7. Mai 852, wohl 877), vor 847 Äbtissin von Avenay, vielleicht Äbtissin von Faremoutiers
- Irmingard (* wohl 826/830) 846 entführt, ⚭ Giselbert, Graf im Maasgau (Reginare), 866 Graf im Lommegau, Ehe 849 anerkannt
- Gisla (* wohl 830; † 860) 851–860 Äbtissin von San Salvatore in Brescia
- Lothar II. (* wohl 835; † 869) König von Lothringen ⚭ 855 Theutberga, Tochter des Grafen Boso von Arles (Bosoniden)
- Rotrud (getauft 835/840 in Pavia) ⚭ um 850/851 Lambert, Markgraf der Bretagne, Graf von Nantes (Widonen) († 1. Mai 852)
- Karl (* wohl 845; † 24. Januar 863 im Kloster St-Pierre-les-Nonnains, heute Lyon), König in Burgund